# María Elisa Quinteros Cáceres
María Elisa Quinteros Cáceres (Talca, 20 de desembre de 1981) és una odontòloga, epidemiòloga i política xilena. Des del juliol de 2021 exerceix com a integrant de la Convenció Constitucional en representació del districte n. 17 (Maule Nord). El 5 de gener del 2022 va ser elegida com a presidenta d'aquesta assemblea constituent. Va succeir a la presidència a Elisa Loncón, el període del qual havia de finalitzar després de sis mesos per disposició del reglament de l'òrgan constituent.

## Trajectòria
Va néixer el 20 de desembre de 1981 a la comuna de Talca, filla d'Ariel Quinteros i Patricia Cáceres. Va realitzar els seus estudis primaris al col·legi María Mazzarello a Talca. Després, va continuar els secundaris al Liceu Abate Molina de la mateixa ciutat. El 2006, va realitzar els estudis superiors d'odontologia i de cirurgià dentista a la Universitat de Talca.
Del 2007 al 2015, va treballar al Departament de Salut Municipal de Hualañé en diversos programes: dental, promoció de la salut, infantil, atenció domiciliària, capacitació; on va assumir els càrrecs de directora d'ambulatori i presidenta de l'Associació de funcionaris de la Salut Municipalitzada (AFUSAM).
Ha estat acadèmica i docent al Departament de Salut Pública de la Facultat de Ciències de la Salut de la Universitat de Talca, a la Universitat de Santiago de Xile, a la Universitat Catòlica del Maule i a la Universitat de Talca.
D'ençà el 2015 treballa en epidemiologia ambiental, perinatal i reproductiva, la seva àrea d'interès és la gestació, la contaminació de l'aire i l'espai verd. Així mateix, incorpora entre les línies d'investigació l'odontologia sostenible.

## Carrera política
Es va presentar com a candidata independent per l'Assemblea Popular per la Dignitat, pel Maule Nord resultant electa com a constituent el 16 de maig de 2021. L'Assemblea Popular per la Dignitat va ser la primera força política independent al districte amb 33.548 vots, obtenint Quinteros 12.485 vots.
Dins de la Convenció Constitucional va integrar la comissió transitòria d'Ètica, on va ser triada coordinadora d'aquesta instància al costat del psicòleg Marcos Barraza. Després de l'aprovació del reglament de la Convenció l'octubre del 2021, es va incorporar a la comissió temàtica de Drets Fonamentals. El 27 d'agost del 2021 va ser una de les creadores del col·lectiu «Moviments Socials Constituents», grup de treball que reuneix convencionals constituents independents.